# Белл, Дэниел (музыкант)
Дэниел Белл (англ. Daniel Bell; род. 1967) — американский диджей, музыкант, продюсер. Один из основоположников и идеологов минимал-техно.

## Биография
Родившись в Сакраменто, Калифорния, Белл провел своё детство в Торонто, а юношество в Детройте куда приехал учиться режиссуре. Но вместо этого он познакомился с Ричи Хотиным (Richie Hawtin), с которым три года записывал музыку в проекте Cybersonic. В 1991 году он отошёл от жесткого звучания что пропагандировал тогда лейбл Plus 8 и проект Cybersonic и основал свой собственный лейбл Accelerate где выпускал собственные треки под псевдонимом DBX.
На его творчество сильно повлиял чикаго хаус и работы композиторов Стива Райха и Филипа Гласса. Музыку Белла характеризуют довольно минималистичные хаус грувы с акцентом на разные писки. Именно после Белла некоторые музыкальные критики внедрили в лексикон термин «bleep techno».
Белл является автором одного из классических треков выдержанных в стиле минимал-техно — «Losing Control» — выпущенного под псевдонимом DBX на лейбле Peacefrog в 1994 году. «Работая над этим треком, я применил другой способ фильтрации, который до этого никто не использовал. В тот период техно и хаус сцены начали расходиться друг от друга все дальше и дальше, а я своей пластинкой как бы перекинул некий мостик. Фильтры и ходы, использованные в „Losing Control“ стали повсеместно использоваться в техно- и хаус-музыке», так рассказывал Белл журналисту немецкого издания DeBug.
В ноябре 1994 года он запустил на основе другого своего лейбла основанного в 1992 году вместе с Клодом Янгом — 7th City — дистрибуцию с аналогичным названием, которая представляла интересы небольших американских лейблов выпускающих техно- и хаус-музыку. Правда, в 1998 году, в связи с финансовыми сложностями дистрибуцию пришлось закрыть.
После этого Белл переехал в Берлин, где продолжает вести дела 7th City и поддерживать молодых артистов, которые по его мнению могут привнести свежие идеи в техно-музыку.

## Дискография

### Альбомы
- Blip, Blurp, Bleep: The Music Of Daniel Bell (2003, Logistic Records)

### Диджей миксы
- Globus Mix Vol. 4 - The Button Down Mind Of Daniel Bell (2000, Tresor Records)
- The Button-Down Mind Strikes Back! (2003, Logistic Records)